# US Open 2015 – čtyřhra vozíčkářů
Obhájcem titulu soutěže čtyřhry vozíčkářů na newyorském grandslamu US Open 2015 byl francouzsko-japonský pár Stéphane Houdet a Šingo Kunieda, jehož členové nestartovali společně. Houdet nastoupil do turnaje po boku Brita Gordona Reida. Spoluhráčem Kuneidy se stal Belgičan Joachim Gérard, s ním vypadl v semifinále.
Soutěž vyhrála nejvýše nasazená francouzsko-britská dvojice Stéphane Houdet a Gordon Reid, která ve finále zdolala francouzský pár Michaël Jeremiasz a Nicolas Peifer po dvousetovém průběhu 6–3 a 6–1. Šampioni tak po utkání drželi 19zápasovou neporazitelnost.
Pro 44letého Houdeta se jednalo o čtvrté deblovou trofej z Flushing Meadows, když turnaj opanoval již v letech 2009, 2011 i 2014, a celkově čtrnáctý grandslamový triumf z této soutěže. 23letý Reid získal svůj druhý grandslamový titul. Do žebříčku okruhu NEC Tour si každý z vítězů připsal 800 bodů.

## Nasazení párů
1. Stéphane Houdet /  Gordon Reid (vítězové)
2. Joachim Gérard /  Šingo Kunieda (semifinále)

## Pavouk
| Legenda                                                       |                                                                        |                                                   |
| - Q – kvalifikant - WC – divoká karta - LL – šťastný poražený | - Alt – náhradník - SE – zvláštní výjimka - PR/SR – žebříčková ochrana | - w/o – bez boje - r – skreč - d – diskvalifikace |

|  | Semifinále | Semifinále                         | Semifinále                       | Semifinále | Semifinále |                             |   | Finále | Finále | Finále | Finále | Finále |
|  |            |                                    |                                  |            |            |                             |   |        |        |        |        |        |
|  | 1          | Stéphane Houdet Gordon Reid        | 6                                | 7          |            |                             |   |        |        |        |        |        |
|  |            | Gustavo Fernández Maikel Scheffers | 1                                | 63         |            |                             |   |        |        |        |        |        |
|  |            | Gustavo Fernández Maikel Scheffers | 1                                | 63         | 1          | Stéphane Houdet Gordon Reid | 6 | 6      |        |        |        |        |
|  |            |                                    |                                  |            |            | Stéphane Houdet Gordon Reid | 6 | 6      |        |        |        |        |
|  |            |                                    | Michaël Jeremiasz Nicolas Peifer | 3          | 1          |                             |   |        |        |        |        |        |
|  |            | Michaël Jeremiasz Nicolas Peifer   | Michaël Jeremiasz Nicolas Peifer | 3          | 1          | 6                           | 5 | [11]   |        |        |        |        |
|  |            | Michaël Jeremiasz Nicolas Peifer   |                                  |            |            | 6                           | 5 | [11]   |        |        |        |        |
|  | 2          | Joachim Gérard Šingo Kunieda       | 1                                | 7          | [9]        |                             |   |        |        |        |        |        |